# 八尺琼勾玉
八尺瓊勾玉（日语：／ Yasakani no Magatama）是日本神話中的三神器之一，據傳為一颗尖辣椒形状的玉墜，又稱「八阪瓊曲玉」。
在日本「記紀神話」中，當天照大神躲在天岩戶時，和八咫鏡掛在樹上。一般认为供奉于东京的皇居，是三神器中最有可能保存下來的實物，但没有实证。

## 形態
是一塊大勾玉，可能穿著瓔珞。和天叢雲劍合稱劍璽。
在昭和天皇的喪禮時，護衛八尺瓊勾玉箱子的隨從們声称“感覺像是一個孩子頭那樣圓的東西”。

### 考證
當時的「八尺」合今180cm，而八咫鏡的「八咫」則合140cm，後來衍變成這兩件神器的專屬名稱。
瓊指的是赤色的玉，可能是古代的一種瑪瑙。